# Mi arquitecto: el viaje de un hijo
Mi arquitecto: el viaje de un hijo es una película documental (2003) sobre el arquitecto estadounidense Louis Kahn (1901-1974), por su hijo Nathaniel Kahn, en el que se retrata la carrera del arquitecto, así como su relación familiar tras su muerte en el año 1974. El documental logró una nominación a los premios de la academia en 2003.